# Údolní nádrž Jesenice
Údolní nádrž Jesenice är en reservoar i Tjeckien. Den ligger i den västra delen av landet, 140 km väster om huvudstaden Prag. Údolní nádrž Jesenice ligger 461 meter över havet.  Omgivningarna runt Údolní nádrž Jesenice är en mosaik av jordbruksmark och naturlig växtlighet.